# Hexapanopeus lobipes
Hexapanopeus lobipes är en kräftdjursart som först beskrevs av Alphonse Milne-Edwards 1880.  Hexapanopeus lobipes ingår i släktet Hexapanopeus och familjen Panopeidae. Inga underarter finns listade i Catalogue of Life.